# Henri Émile Vollet
Henri Émile Vollet, auch Henry Emile Vollet (* 1861 in Champigny-sur-Marne, Département Val-de-Marne; † 1945), war ein französischer Landschafts-, Porträt- und Genremaler.

## Leben und Wirken
Henri Émile Vollet unternahm zahlreiche Reisen im In- und Ausland, bei denen Werke wie Sur les quais de Concarneau, Le Vice d’Asie – fumerie d’opium (1909) oder Tourists in San Francisco’s Chinatown entstanden sind. Ab 1885 konnte er seine Arbeiten in Paris ausstellen, so 1890 im Musée d’objets d’art français im Palais du Trocadéro und bei der Weltausstellung Paris 1889 (Portrait de M Millerand, député). Seine Gemälde sind in Museen wie dem Pariser Musée d’Orsay (Bateaux indochinois sur le fleuve rouge) ausgestellt.
Er ist nicht mit dem Historiker Émile-Henry Vollet-Révillon (1827–1902) zu verwechseln.